# National Professional Paintball League

NPPL-Logo

Die National Professional Paintball League (NPPL) ist eine von mehreren US-amerikanischen Paintball-Ligen und die größte 7-Mann-Team-Liga der Welt. Die Liga ist in vier Veranstaltungen unterteilt, welche an verschiedenen Orten innerhalb der USA stattfinden. Im Jahr 2009 erwarb die US Paintball League (USPL) die Rechte an der NPPL. Die NPPL wurde damit in die USPL aufgenommen und besteht neben den Regionalen Meisterschaften (Western Conference, Eastern Conference) als Nationale Meisterschaft mit 4 Veranstaltungen (früher 5) weiter.

## Teilnahme
Die Anmeldung zu den einzelnen Veranstaltungen ist jeder internationalen Mannschaft erlaubt. Ausnahme ist die „Professional-Division“, welche aus 18 ausgewählten, konzessionierten Profi-Mannschaften besteht. Außerdem muss eine Anmeldegebühr in Höhe von 3000 bis 3500 US-Dollar (Stand 2010) für die Profi Abteilung entrichtet werden.
Die Teilnehmenden Mannschaften werden, gemessen an ihren Fähigkeiten, in Abteilungen (Divisions) eingeteilt. Die Höhe der zu entrichtenden Anmeldegebühr richtet sich nach Division und Anmeldezeitpunkt.
1. Professional Division, 7 Mann, $3000 - $3500
2. Division 1, 7 Mann, $2100 - $2450
3. Division 2, 7 Mann, $1950 - $2250
4. Division 3, 7 Mann, $1700 - $1950
5. Division 3, 5 Mann, $1300 - $1600
6. Division 4, 5 Mann, $1100 - $1400
7. Pump Division, 5 Mann, $600 - $800

## Regeln
Gespielt wird nach dem Grundprinzip der SupAir Spielweise.
Die Spielfeldgröße beträgt in der Länge 180 Fuß (54,864 Meter) und in der Breite 100 Fuß (30,49 Meter). Pro Spiel spielen zwei Mannschaften mit je 7 Spielern gegeneinander. Auf dem Spielfeld befinden sich Deckungen in verschiedenen Formen und Größen, welche symmetrisch aufgestellt sind. (d. h. Jede Mannschaft sieht von ihrer Seite dieselben Deckungen an denselben Stellen.) An den Längs-Enden des Feldes stehen die Basen der Mannschaften, darüber hängt die jeweilige Mannschafts-Fahne.
10 Sekunden vor Spielbeginn gibt es eine Ankündigung, danach folgt ein stiller Countdown. Die Spieler müssen mit ihren Markierern die Basis ihrer Mannschaft berühren. Nach den 10 Sekunden gibt der leitende Schiedsrichter ein akustisches Startsignal. (Durch einen Startruf oder Betätigen einer Sirene.)
Das vollständige und aktuelle Regelwerk gibt es zu jeder Saison auf der offiziellen Homepage zum Herunterladen.

## Veranstaltungsorte
|                  | 2003                          | 2004                          | 2005                          | 2006                          | 2007                          | 2008                          |
| ---------------- | ----------------------------- | ----------------------------- | ----------------------------- | ----------------------------- | ----------------------------- | ----------------------------- |
| 1. Veranstaltung | Huntington Beach, Kalifornien | Huntington Beach, Kalifornien | Huntington Beach, Kalifornien | Huntington Beach, Kalifornien | Huntington Beach, Kalifornien | Huntington Beach, Kalifornien |
| 2. Veranstaltung | Las Vegas, Nevada             | Tampa, Florida                | Tampa, Florida                | Tampa, Florida                | Tampa, Florida                | Jacksonville, Florida         |
| 3. Veranstaltung | Chicago, Illinois             | Denver, Colorado              | Denver, Colorado              | Boston, Massachusetts         | Boston, Massachusetts         | Buffalo, New York             |
| 4. Veranstaltung | New Jersey                    | Las Vegas, Nevada             | San Diego, Kalifornien        | San Diego, Kalifornien        | Kansas City, Montana          | Houston, Texas                |
| 5. Veranstaltung | Miami, Florida                | San Diego, Kalifornien        | Miami, Florida                | Orange County, Kalifornien    | San Diego, Kalifornien        | San Diego, Kalifornien        |

### NPPL als Teil der USPL
|                  | 2009                                                              | 2010                                                              |
| ---------------- | ----------------------------------------------------------------- | ----------------------------------------------------------------- |
| 1. Veranstaltung | Surf City Open, Huntington Beach, Kalifornien 3. – 5. April 2009  | Surf City Open, Huntington Beach, Kalifornien 9. – 11. April 2010 |
| 2. Veranstaltung | West Coast Open, San Bernardino, Kalifornien, 24. – 26. Juli 2009 | Chicago Open, Chicago, Illinois, 29. – 31. Mai 2010               |
| 3. Veranstaltung | DC Challenge, Aldie, Virginia 28. – 30. August 2009               | DC Challenge, Aldie, Virginia 6. – 8. August 2010                 |
| 4. Veranstaltung | World Championships, Las Vegas, Nevada, 16. – 18. Oktober 2009    | World Championships, Las Vegas, Nevada, 8. – 10. Oktober 2010     |